# Ahwa
Ahwa (o Ahava) è un villaggio dell'India di 13.722 abitanti, capoluogo del distretto di Dang, nello stato federato del Gujarat. 

## Geografia fisica
La città è situata a 20° 45' 0 N e 73° 40' 60 E e ha un'altitudine di 401 m s.l.m..

## Società

### Evoluzione demografica
Al censimento del 2001 la popolazione di Ahwa assommava a 13.722 persone, delle quali 7.170 maschi e 6.552 femmine.